# Surveillant
Pour l'article sur le métier de surveillant pénitentiaire, voir gardien de prison.
 (mars 2016).
Un surveillant, un conseiller d'éducation, un assistant d'éducation ou familièrement un « pion » est une personne qui travaille dans les collèges et lycées. Cet emploi est fréquemment exercé par de jeunes étudiants, les contrats étant souvent à temps partiel.
Ils ont un rôle de surveillance comme l’indique le nom « surveillant », mais également de prévention et d’écoute. En général, ce sont eux qui assurent les heures de colles, qui gèrent les absences, les retards en cours , etc.
Ils sont chargés de faire appliquer les règles fixées et ont souvent une place de médiateur entre les élèves, les professeurs, la vie scolaire et l’administration.